# Касьянова Галина Володимирівна
Галина Володимирівна Касьянова (нар. 26 березня 1951, село Нарва, тепер Манського району Красноярського краю, Російська Федерація) — радянська діячка, новатор виробництва, ткаля Красноярського шовкового комбінату Красноярського краю. Член Центральної Ревізійної Комісії КПРС у 1986—1990 роках.

## Життєпис
У 1968 році закінчила професійно-технічне училище (ПТУ) міста Красноярська.
З 1968 року — ткаля Красноярського шовкового комбінату Красноярського краю.
У 1973 році закінчила середню школу робітничої молоді в місті Красноярську.
Член КПРС з 1978 року.
Потім — на пенсії.

## Нагороди і звання
- орден Трудової Слави III ступеня
- медаль